# 1976年冬季残疾人奥林匹克运动会奥地利代表团
1976年冬季残疾人奥林匹克运动会奥地利代表团是奥地利派出的1976年冬季残疾人奥林匹克运动会代表团。获得5枚金牌、16枚银牌和14枚铜牌。